# Lushes Bight-Beaumont-Beaumont North
Lushes Bight-Beaumont-Beaumont North är en ort i Kanada.   Den ligger i provinsen Newfoundland och Labrador, i den östra delen av landet, 1 600 km öster om huvudstaden Ottawa. Lushes Bight-Beaumont-Beaumont North ligger 62 meter över havet och antalet invånare är 275.
Terrängen runt Lushes Bight-Beaumont-Beaumont North är platt. Havet är nära Lushes Bight-Beaumont-Beaumont North åt nordväst. Trakten är glest befolkad. Närmaste större samhälle är Triton, 12,6 km sydost om Lushes Bight-Beaumont-Beaumont North. 